# Marguerite de Valois (1407-1458)
Pour les articles homonymes, voir Marguerite de Valois.
Marguerite de Valois dite « Mademoiselle de Belleville » (1407 – après 1448), est la fille illégitime du roi de France Charles VI et de sa maîtresse Odinette de Champdivers.

## Biographie
En 1418, le roi offre une rente à Odette de Champdivers et à Marguerite de Valois, sa fille. D'avril à octobre 1422, le gouvernement moribond de Charles VI de France alloue à Marguerite de Valois la somme de cinq cents livres par an, sa vie durant, sur le péage de Saint-Jean-de-Losne.
Après la mort du roi en octobre 1422, Odette et sa fille perdent leur rente. Elles vont alors chercher refuge auprès du duc de Bourgogne. Les deux femmes sont ensuite accusées et jugées pour avoir comploté et espionné pour la France. Après 1424, Marguerite et sa mère se réfugient dans le Dauphiné.
Charles VII de France la fait légitimer par lettres datées du mois de janvier 1428, à Montrichard.
En 1428, Marguerite épouse Jean III Harpedanne, seigneur de Belleville-en-Poitou et Montaigu, sénéchal de Saintonge, chambellan de
Charles VII de France, fils de Jean II Harpedanne, seigneur de Belleville, et de Jeanne de Mussidan. Il lui est promis par son contrat de mariage vingt mille moutons d'or.